# پسی² جوی
پسی² جوی یک ستاره است که در صورت فلکی جوی قرار دارد.